# Вулиця Академіка Лазаренка (Львів)
Ву́лиця Академіка Лазаренка — вулиця у Франківському районі міста Львова, у місцевості Вулька. Починається від вулиці Стрийської, неподалік Державної податкової інспекції (вул. Стрийська, 35) та закінчується біля «горішніх» гуртожитків студентського містечка Львівської політехніки, які розташовані поблизу Горіхового Гаю. Прилучаються вулиці Слов'янська та Професора Яреми.

## Історія
Вулиця виникла на початку XX століття, з 1910 року мала назву Польна на Вульці. У 1933 році її перейменували на Стрийську бічну, проте вже у листопаді 1938 року вулиця отримала нову назву — Баттальї, на честь Анджея Баттальї (1895—1918), польського солдата, легіонера, першого поляка, що загинув під час листопадових подій 1918 року у Львові. Під час німецької окупації мала назву Баракенґассе. За радянських часів, з 1946 року мала назву вулиця Гайдара, на честь Аркадія Гайдара, радянського військового діяча та дитячого письменника-прозаїка Аркадія Гайдара. Сучасну назву вулиця отримала у 1992 році, на пошану Євгена Лазаренка, ученого-мінералога, ректора Львівського державного університету імені Івана Франка.

## Забудова
Вулиця почала забудовуватися у 1930-х роках, з тих часів тут збереглося кілька будинків у стилі польського конструктивізму. Після війни почалася друга стадія забудови вулиці. На її початку у 1950-х роках збудували чотири чотириповерхові будинки (№ 1, 2, 3 і 4 — по два з кожного боку вулиці) у стилі сталінського ампіру, які сформували своєрідні пропілеї, акцентувавши початок вулиці. На місці будинку № 1 за Другої Польської республіки була пекарня Маковського «Сніп», у часи СРСР тут був магазин взуття. У будинку № 3 у другій половині XX століття був магазин «Продукти».
П'ятиповерхові будинки № 5 і № 7 зведені у 1960-х роках, за радянських часів у першому був приймальний пункт хімчистки та прокатний пункт, у другому — хлібний магазин.
Під № 8 розташована військова частина.
Наприкінці вулиці у 1970-х—1980-х роках збудували студентське містечко Львівської політехніки.